# 평강역 (부산)
평강역(Pyeonggang station, 平江驛)은 부산광역시 강서구 대저1동에 위치한 부산-김해 경전철의 역이다.

### 승강장
2면 2선 상대식 승강장으로 운영되고 있으며,스크린도어가 설치되어 있다.
| 대저↑ |
| \| 상 |
| ↓대사 |

| 상행 | ● 부산-김해 경전철 | 사상 방면   |
| 하행 | ● 부산-김해 경전철 | 가야대 방면 |

## 역 주변
- 대저초등학교
- 부산교도소
- 대저농협하나로마트 평강지점
- 평강천
- 가락교

## 승차량 변동
부산김해경전철은 기본적으로 승하차량을 공개하지 않고 있지만 부산광역시에서 실시하는 교통조사 분석용역을 통해서 부산권 역들의 승하차량은 확인 가능하다.
| 노선           | 승차 인원 | 승차 인원 | 승차 인원 | 승차 인원 | 승차 인원 | 주 석 |
| 노선           | 2011년    | 2012년    | 2013년    | 2014년    | 2015년    | 주 석 |
| -------------- | --------- | --------- | --------- | --------- | --------- | ----- |
| 부산김해경전철 | 298       | 312       | 347       |           |           |       |

## 인접한 역
| 부산-김해 경전철 | 부산-김해 경전철   | 부산-김해 경전철   |
| ---------------- | ------------------ | ------------------ |
| 7 대저 사상 방면 | ● 부산-김해 경전철 | 9 대사 가야대 방면 |